# Rolf Nannestad
Rolf Nannestad, född 29 augusti 1887, död 15 december 1969, var en norsk skådespelare.
Nannestad verkade under 1930-talet vid Det Nye Teater och var senare engagerad vid Det norske teatret, Folketeatret, Oslo Nye Teater och Scene 7. Han medverkade även i en handfull filmer 1938–1968 och debuterade i Det drønner gjennom dalen.

## Filmografi
- 1938 – Det drønner gjennom dalen
- 1962 – Tonny
- 1968 – Sus og dus på by'n
- 1968 – De ukjentes marked
- 1968 – Olsenbanden och guldstatyetten